# Epsilon Librae
Désignations
Epsilon Librae (ε Librae / ε Lib) est une  étoile binaire de la constellation zodiacale de la Balance. Elle est visible à l'œil nu et sa magnitude apparente combinée est de 4,92. Le système présente une parallaxe annuelle de 32,02 mas telle que mesurée par le satellite Hipparcos, ce qui permet d'en déduire qu'il est distant d'environ ∼ 102 a.l. (∼ 31,3 pc) de la Terre. Il se rapproche du Système solaire à une vitesse radiale héliocentrique de −10 km/s.
Epsilon Librae est un système binaire spectroscopique à raies simples. Les deux étoiles orbitent l'une autour de l'autre avec une période de 226,9 jours et selon une excentricité importante de 0,66. Le demi-grand axe calculé de leur orbite est de 0,85 ua, soit 85 % de la distance qui sépare la Terre du Soleil. Le système est âgé d'environ 1,5 milliard d'années.
L'étoile primaire, désignée Epsilon Librae A, est classée comme une étoile jaune-blanc de la séquence principale ou comme une sous-géante, de types F3 V et F5 IV, respectivement. Sa masse est estimée être 17 % plus grande que celle du Soleil et son rayon est environ 1,5 fois plus grand que le rayon solaire. Elle tourne sur elle-même à une vitesse de rotation projetée de 10 km/s. L'étoile est 9,3 fois plus lumineuse que le Soleil et sa température de surface est de 6 552 K, L'étoile secondaire, désignée Epsilon Librae B, a une masse de 41 % de celle du Soleil.